# Txengo-txe
El txengo-txe o sonall de vas és un instrument de percussió simple, de la família dels sonalls, format per dues esferes petites amb sorra o llavors a l'interior, unides per una corda curta.
L'instrument va sorgir a l'Àfrica Occidental i els vaixells dels imperis colonialistes que fondejaven als ports del golf de Guinea en van escampar l'ús per tots els continents. L'instrument rep noms i grafies diverses com Tchangot Tche; Asalato o Aslato; Kes Kes, Koshkah o Kashaka; Patica i Kobarani. Antics pobles africans creien que pertanyia a l'univers femení i els homes rebutjen tocar-lo.
Les esferes són carbasses buides de swawa (Oncoba spinosa, una salicàcia), que es recullen quan s'assequen i cauen a terra. Les dues carbasses són unides entre si per una corda petita o amb un tros de roba vella. Per fer-lo sonar, una de les carbasses s'agafa amb la mà, mentre es fa gronxar l'altra fins colpejar la primera, fent un "clac". El moviment de les mans i l'oscil·lació de l'esfera mentre vola crea un so similar al de les maraques.
Aprendre l'ús del txengo-txe pot resultar difícil, però amb pràctica es poden crear una gran varietat de ritmes. Els intèrprets experimentats fan sonar un en cada mà, poden crear polirítmia i polimetria. S'ha de tenir en compte que existeixen diferents mides i els intèrprets han de triar la que millor s'ajusti a les seves mans.
A més de ser un instrument musical, el txengo-txe també es pot emprar com una joguina. Són també una eina molt útil per desenvolupar l'ús ambidextre de les mans, la sincronització hemisfèrica del cervell i millorar la capacitat multitasca. També exercita la massa muscular en treballs de rehabilitació fisioterapèutica, així com millora la flexibilitat en les mans, braços, espatlles i pit. També se'l considera una eina meditativa que pot crear un estat de relaxació, amb menors nivells de tensió.